# Westerstetten
Westerstetten è un comune tedesco di 2 196 abitanti, situato nel land del Baden-Württemberg.